# فریثیا پولچرا
فریثیا پولچرا گونه گیاهی از خانواده علف‌فرشیان است. این گیاه بومی آفریقای جنوبی و زیستگاه طبیعی‌اش چمن‌زارهای معتدل است.

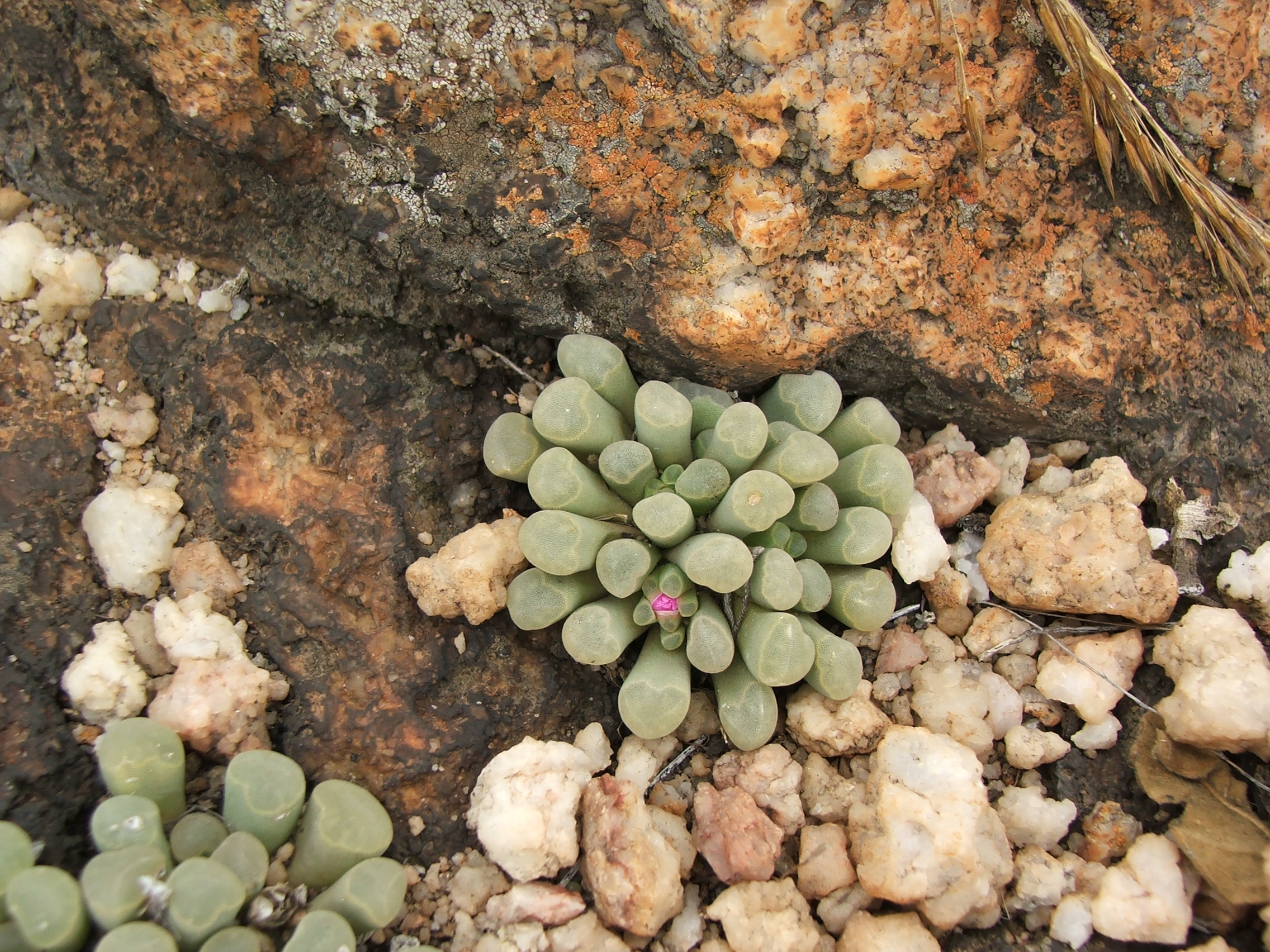
فریثیا پولچرای وحشی

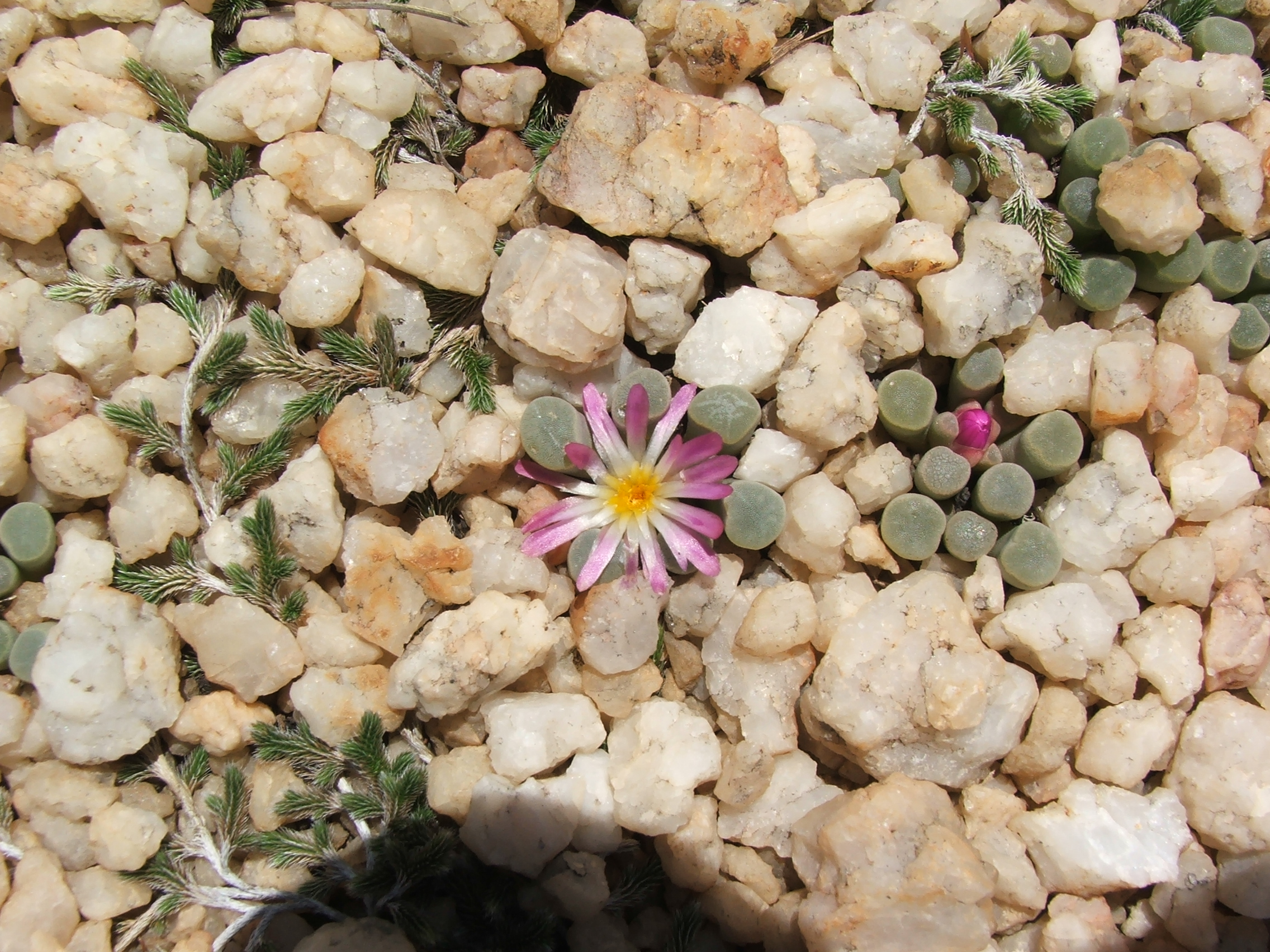
فریثیا پولچرای گل‌داده در زیست‌گاه طبیعی‌اش